# Monsieur Taxi
Pour plus de détails, voir Fiche technique et Distribution.

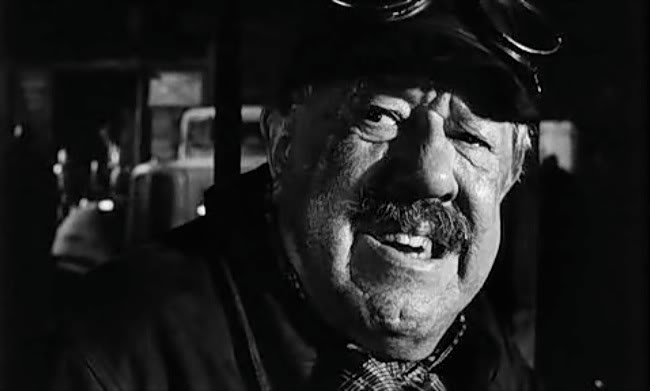
Michel Simon

Monsieur Taxi est un film français réalisé par André Hunebelle, sorti en 1952.

## Synopsis
Chauffeur de taxi bourru au grand cœur, Pierre Verger, surnommé Monsieur Taxi, est accompagné de son fidèle Gangster, un jeune chien malicieux. Il sillonne Paris et conduit notamment de riches étrangères. Un jour, il retrouve dans son taxi un sac contenant 300 000 francs. En tentant de retrouver la propriétaire du sac il se trouve pris pour le complice d'un vol et arrêté par la police.
Tout s'arrange finalement et Monsieur Taxi peut marier son fils Georges, journaliste, avec Lily, une danseuse. Sa fille Jacqueline épouse François, un fleuriste.

## Fiche technique
- Titre original : Monsieur Taxi
- Réalisation : André Hunebelle
- Assistants réalisateurs : Jacques Garcia, Jean Bacqué
- Scénario : Jean Halain
- Décors : Lucien Carré, assisté de Sydney Bettex et Jean Galland
- Costumes : Jacques Griffe (pour Espanita Cortez)
- Directeur de la Photographie : Paul Cotteret
- Assistants opérateurs : Guy Suzuki et Georges Pastier
- Opérateur : Robert Schneider
- Son : René-Christian Forget
- Perchman : Guy Maillet, assisté de Jacqueline Givord
- Recorder: Louis Guilbot
- Musique : Jean Marion
- Chanson : "Rentrons,  Mimi !" de Ferdinand-Louis Bénech et Désiré Berrieux (1908), chantée par Michel Simon.  Edition musicale : Salabert
- Montage : Jean Feyte, assisté de Jacqueline Givord
- Maquillage : Marcel Rey, Odette Carouge-Berroyer
- Photographe de plateau : Guy André
- Script-girl : Madeleine Lefèvre
- Ensemblier : Roger Bar
- Régisseur général : Roger Boulais
- Administrateur de production : René Thévenet
- Tournage du 3 mars au 26 avril 1952 dans les studios "Franstudio" de Saint-Maurice. Les scènes de la boîte de nuit furent tournées au "Club de l'opéra". La scène finale fut tournée à Saint-Maur-des-Fossés.
- Producteurs (non crédités) : André Hunebelle, André Remaugé, Pierre Cabaud
- Directeur de production : Paul Cadéac
- Secrétaire de production : Charlotte Choquert
- Chargé de presse : Jean-Claude Labret
- Sociétés de production : Production Artistique et Cinématographique, Pathé Cinéma
- Société de distribution :  Pathé Consortium Cinéma, et en 16mm : C.F.R.
- Ventes internationales :  Pathé Distribution
- Pays d’origine :  France
- Langue originale : français
- Laboratoire : G.T.C.
- Format : noir et blanc — 35 mm — 1,37:1 - sphérique — son Mono
- Système d'enregistrement : Western Electric
- Attaché de presse : Jean-Claude Labret (Contact Organisation)
- Genre : Comédie dramatique
- Durée : 75 minutes
- Présentation corporative à Paris : 9 septembre 1952 au cinéma Marignan
- Dates de sortie :
  - France : 3 octobre 1952
- Visa d'exploitation : 12389
- Affiche : Léo Kouper (France)

## Distribution
- Michel Simon : Pierre Verger, un chauffeur de taxi bourru, un peu anar mais au cœur d'or
- Claire Olivier : Hélène Verger, sa femme
- Roland Alexandre : Georges Verger, leur fils, journaliste
- Floriane Prévot : Jacqueline Verger, sa sœur, couturière à domicile
- Monique Darbaud : Lily Minouche, une charmante danseuse, la fiancée de Georges
- Jean Brochard : Léon, le beau-frère agent de police de Pierre
- Jane Marken : Louise, la femme de Léon qui le mène à la baguette
- Jean Carmet : François, un peintre naïf et timide, le fiancé de Jacqueline
- André Valmy : L'inspecteur principal
- Pauline Carton : Tante Mathilde, la tante de Lily
- Espanita Cortez : L'Italienne du taxi
- Jeanne Fusier-Gir : Madame Angela, la patronne de la "maison"
- Nathalie Nattier : La Rousse, une pensionnaire de la "maison"
- Louis de Funès : Le peintre de la place du Tertre qui voit les arbres en rouge
- Georgette Anys : La marchande de salades
- Paul Azaïs : Henri, le barman de la boîte de nuit
- Lucien Arnaud : Jacquot, le petit garçon de Léon et Louise
- Madeleine Barbulée : La tricoteuse
- Charles Bouillaud : L'agent de l'embouteillage
- Louis Bugette : Le second inspecteur de police
- Paul Demange : Le petit homme qui téléphone
- Paul Faivre : Gustave, un chauffeur de taxi
- Robert Le Fort : Un témoin de l'accrochage
- Gaston Orbal : Le chauffard
- Made Siamé : Une dame dans la rue
- Paul Ville : Un chauffeur de taxi
- André Dalibert : Le commissaire de police
- Jean-Paul Moulinot : L'homme "accroché" en voiture
- Grégoire Gromoff : Un automobiliste
- Palmyre Levasseur : Une témoin de l'accrochage
- Henri Niel : Edmond, le "gros" automobiliste
- Louis Blanche : Le menuisier
- Charles Bayard : Un témoin de l'accrochage
- Paul Clérouc : Un inspecteur de police
- Maurice Touati
- Lucien Frégis
- Nicole Lemaire
- Claude Garbe
- Renée Grisier
- Ida Montagne
- Le chien Gangster (Gangster), le chien "anarchiste" de Pierre